# Lapmežciema pagasts
Lapmežciema pagasts er en territorial enhed i Engures novads i Letland. Pagasten etableredes i 1945, havde 2.464 indbyggere i 2010 og 2.343 indbyggere i 2016 og omfatter et areal på 49 kvadratkilometer. Hovedbyen i pagasten er Lapmežciems.